# Horst Fritsch

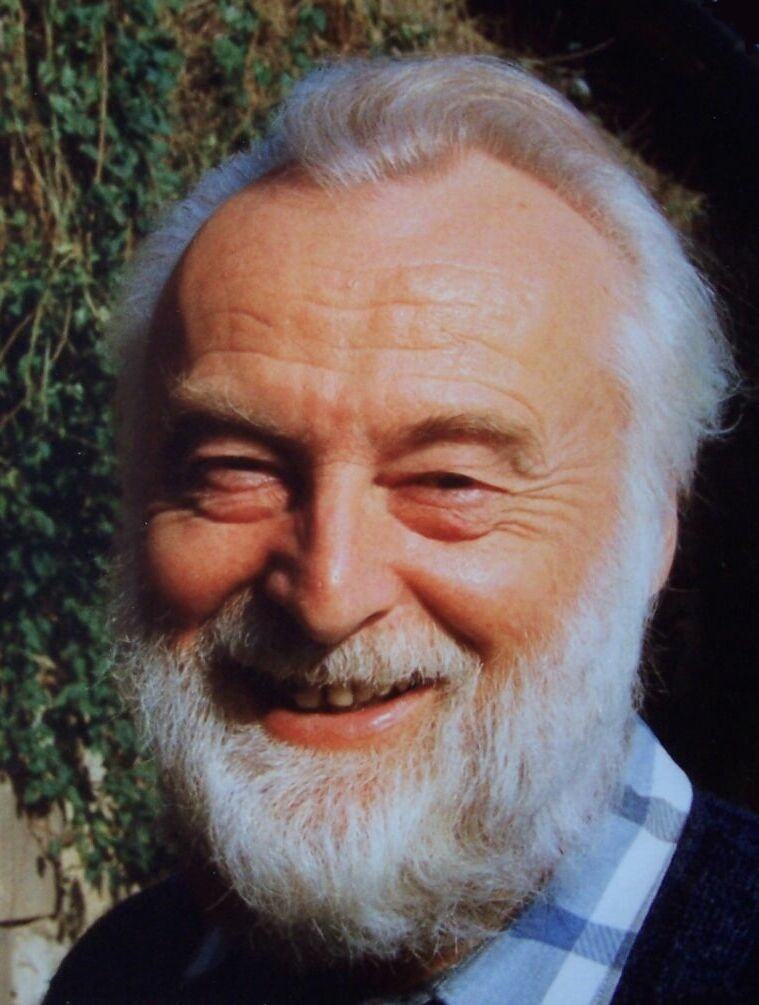
Horst Fritsch Anfang der 1990er Jahre

Horst Fritsch (* 2. Mai 1931 in Berlin; † 17. Oktober 2010) war ein deutscher Politiker (Bündnis 90/Die Grünen). Er war von 1986 bis 1987 Mitglied des Deutschen Bundestages.
Der Sozialpädagoge trat am 14. März 1986 als Nachrücker für den ausgeschiedenen Abgeordneten Otto Schily in den Bundestag ein und gehörte ihm bis zum Ende der Legislaturperiode im Jahre 1987 an. Er war ordentliches Mitglied des Petitionsausschusses, bis Juni 1986 stellvertretendes Mitglied des Rechtsausschusses und ab November 1986 des Ausschusses für Umwelt, Naturschutz und Reaktorsicherheit. Von 1988 bis 1990 war er Landesvorsitzender der Grünen in Nordrhein-Westfalen. Dieses Amt musste er aus gesundheitlichen Gründen aufgeben.
Horst Fritsch war Sprecher des Grünen-Kreisverbandes Höxter und bei den Grünen der Stadt Warburg tätig.
Neben seinen politischen Aktivitäten widmete er sich der Poesie und Malerei. Er wurde für seine künstlerischen Arbeiten mehrfach ausgezeichnet.